# Plac Marii Konopnickiej w Szydłowcu
Plac Marii Konopnickiej – jeden z trzech głównych placów Szydłowca. Położony w centrum miasta na zbiegu ulic Radomskiej i Widok.

## Historia
Początki placu sięgają 1529 roku, kiedy to Mikołaj Szydłowiecki założył na północ od miasta nową dzielnicę nazwaną Skałką. W centrum dzielnicy mieścił się plac położony naprzeciw zamku. Plac nazwano Rynkiem Skałecznym, pełnił on funkcje handlowe, które pełnił wcześniej rynek miasta lokacyjnego.
W XVI oraz XVII wieku miasto przeżywało swój "Złoty Wiek", powstało wtedy przy Rynku Skałecznym kilka kamienic z gzymsami, kamieniarką i attykami oraz drewnianych domów, które także były nie mniej okazałe.
W XVIII do Szydłowca zaczęli masowo napływać Żydzi, zamieszkiwali oni głównie Rynek Skałeczny oraz odchodzącą od niego ulicę Żydowską. Pod koniec tego wieku dzielnice Skałka i Składów przybrały nazwę dzielnicy Żydowskiej natomiast plac zaczęto zwać Rynkiem Żydowskim. W Rynku Żydowskim znajdowały się dwa szeregi kramów kupieckich, zwanych budami, wybudowanych za Michała Radziwiłła.
W połowie XIX wieku, plac otrzymał bruk. Na początku XX wieku, przebito ulicę, otwierając widok na zamek w zachodniej pierzei rynku.
Niedługo po II wojnie światowej, rynek otrzymał nazwę placu Marii Konopnickiej, wybudowano wtedy przy nim pierwsze bloki mieszkaniowe oraz budynek starostwa. Zmienił się znacznie układ placu, bruk zastąpiono zielenią, jedynie przez frontem starostwa i przez środek placu wyznaczono drogę asfaltową.   

## Tranzyt
Plac Marii Konopnickiej położony jest w centralnym osiedlu Szydłowca, na Skałce - części Starego Miasta. 
Plac przecinają ulice Widok ze wschodu na zachód oraz ulica Radomska z północy na południe. Plac Marii Konopnickiej rozładowuje ruch samochodowy na szydłowieckiej starówce i jest tzw. "parkingiem ul. Radomskiej", ponieważ mieści się na nim postój dla pojazdów, które nie mogą wjechać na pieszą część drogi.

## Funkcja

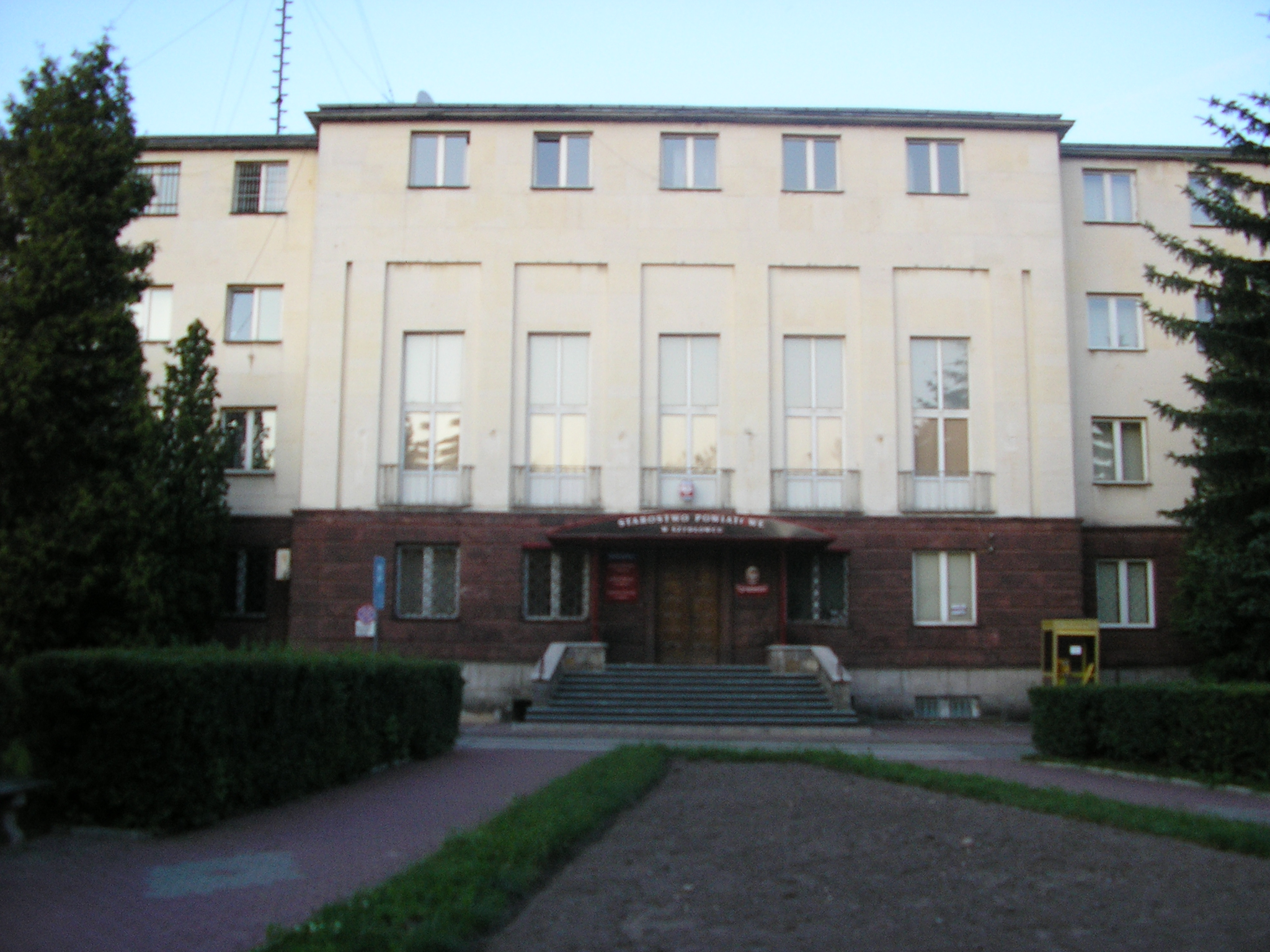
Prezydium

Plac Marii Konopnickiej pełni raczej funkcje reprezentacyjne i administracyjne niż komunikacyjne. Zabudowa placu świadczy także o usługowym charakterze miejsca. W wielu kamienicach mieszczą się głównie małe sklepy. 
W tak zwanym "Prezydium" mieści się prokuratura i sąd rejonowy oraz Starostwo Powiatowe. Dzięki tej urzędowej funkcji plac stał się jakby ostoją zieleni dzielnicy, powstał tam park z fontanną oraz rozległy kwietnik przed gmachem urzędu.
Obecnie urząd miasta przygotowuje plan wykorzystania przestrzennego. Planowane jest poszerzenie i unowocześnienie niszczejącego skweru.